# Overgrown
Albums de James Blake
James Blake
(2011) The Colour in Anything
(2016)
Overgrown est le deuxième album studio de l'auteur-compositeur-interprète britannique James Blake sortie le 8 avril 2013.
Le mercredi 30 octobre 2013 il reçoit le prestigieux Mercury Music Prize britannique pour cet album.
En 2014 il sera également nommé pour le Grammy Award du meilleur nouvel artiste et sera nommé au BRIT Awards dans la catégorie Meilleur artiste masculin.
Il est classé 14 dans le classement des 100 meilleurs albums de 2013 pour le magazine Les Inrocks.

## Singles
1. Retrograde sorti le 11 fevrier 2013
2. Overgrown sorti le 10 avril 2013
3. Life Round Here sorti le 13 octobre 2013

## Liste des morceaux
| 1.    | Overgrown                          | James Blake                          | James Blake             | 5:00 |
| 2.    | I Am Sold                          | James Blake                          | James Blake             | 4:04 |
| 3.    | Life Round Here                    | James Blake                          | James Blake             | 3:37 |
| 4.    | Take a Fall for Me (featuring RZA) | James Blake                          | James Blake             | 3:33 |
| 5.    | Retrograde                         | James Blake                          | James Blake             | 3:43 |
| 6.    | DLM                                | James Blake                          | James Blake             | 2:25 |
| 7.    | Digital Lion                       | James Blake, Brian Eno, Rob McAndrew | Brian Eno / James Blake | 4:45 |
| 8.    | Voyeur                             | James Blake                          | James Blake             | 4:17 |
| 9.    | To the Last                        | James Blake                          | James Blake             | 4:19 |
| 10.   | Our Love Comes Back                | James Blake                          | James Blake             | 3:39 |
| 39:22 |                                    |                                      |                         |      |

### Classements par pays
| Chart (2013)                    | Peak position |
| ------------------------------- | ------------- |
| Australian Albums Chart         | 5             |
| Australian Dance Albums Chart   | 1             |
| Austrian Albums Chart           | 21            |
| Belgian Albums Chart (Flanders) | 12            |
| Belgian Albums Chart (Wallonia) | 57            |
| Croatian Albums Chart           | 25            |
| Danish Albums Chart             | 2             |
| Dutch Albums Chart              | 32            |
| French Albums Chart             | 62            |
| German Albums Chart             | 13            |
| Greek Albums Chart              | 57            |
| Irish Albums Chart              | 24            |
| Italian Albums Chart            | 98            |
| Japanese Albums Chart           | 12            |
| New Zealand Albums Chart        | 27            |
| Norwegian Albums Chart          | 10            |
| Portuguese Albums Chart         | 9             |
| Scottish Albums Chart           | 19            |
| South Korean Albums Chart       | 52            |
| Spanish Albums Chart            | 63            |
| Swiss Albums Chart              | 16            |
| UK Albums Chart                 | 8             |
| US Billboard 200                | 32            |
| US Dance/Electronic Albums      | 1             |